# Saison 4 de Dexter
Chronologie
Saison 3 Saison 5
La quatrième saison de la série télévisée américaine Dexter comporte 12 épisodes diffusés du 27 septembre au 13 décembre 2009.

## Généralités
Le dernier épisode de la troisième saison a réuni 1,5 million de téléspectateurs, un record pour la chaîne Showtime. À la suite de cette performance, le président de la chaîne a déclaré :

« L'énorme succès de Dexter est un hommage à la superbe prouesse de son casting, à son équipe de production, à l'auteur du livre original (Jeff Lindsay) et au talentueux Michael C. Hall. Je pensais, qu'au mieux, nous attirerions un public ciblé de fidèles, mais j'ai vite réalisé que, de manière ironique, cette série est tellement riche thématiquement et stratifiée de différentes couches d'humanité que les publics les plus différents se sont regroupés autour d'elle. »

Dexter s'est marié avec Rita et ils ont eu un fils, Harrison. Dexter a et doit maintenant gérer une vie de famille en plus de son « passager noir ». Un nouveau serial killer, surnommé le « Tueur de la Trinité », se trouve sur la piste de Dexter. L'agent Frank Lundy revient de manière officieuse pour enquêter sur ce tueur.

## Synopsis
Dexter Morgan n'est pas exactement un citoyen américain comme les autres, il porte un lourd secret. Dexter est un expert en médecine légale spécialisé dans l'analyse de traces de sang pour la police le jour, et un tueur en série la nuit.
Victime d'un traumatisme dans sa plus tendre enfance puis recueilli par un officier de police de Miami, il se dit incapable de ressentir la moindre émotion. Incapable, si ce n'est lorsqu'il satisfait ses pulsions meurtrières, que son père adoptif, Harry Morgan, lui a appris à canaliser. De fait, Dexter ne tue que les autres tueurs qui sont parvenus à échapper au système judiciaire, afin de protéger les innocents…

## Distribution

### Acteurs principaux
- Michael C. Hall (VF : Patrick Mancini) : Dexter Morgan
- Julie Benz (VF : Anneliese Fromont de Vitis) : Rita Bennett puis Morgan
- Jennifer Carpenter (VF : Stéphanie Hédin) : Debra Morgan
- Desmond Harrington (VF : Stéphane Fourreau) : Joey Quinn
- C. S. Lee (VF : Pierre Val) : Vince Masuka
- Lauren Vélez (VF : Marie Vincent) : Maria LaGuerta
- David Zayas (VF : Enrique Carballido) : Angel Batista
- James Remar (VF : Patrice Baudrier) : Harry Morgan

### Acteurs récurrents
- Christina Robinson (VF : Alice de Vitis) : Astor Bennett
- Preston Bailey (VF : Volidia Girard) : Cody Bennett
- Geoff Pierson (VF : Jean Barney) : Tom Matthews
- Dominic Janes (en) (VF : Virgil Leclaire) : Dexter enfant
- Sage Kirkpatrick (VF : Ludmila Ruoso) : Laura Moser
- Keith Carradine (VF : Christian Cloarec) : agent Frank Lundy (4 épisodes)
- David Ramsey (VF : Daniel Lobé) : Anton Briggs
- John Lithgow (VF : Jean-Jacques Moreau) : Arthur Mitchell / Trinité[1]
- Courtney Ford (VF : Sara Viot) : Christine Hill[2]
- Julia Campbell (VF : Christiane Ludot) : Sally Mitchell
- Brando Eaton (VF : Jérémy Martin) : Jonah Mitchell
- Rick Peters (VF : Ludovic Baugin) : Elliot
- Vanessa Marano (VF : Nastassja Girard) : Rebecca Mitchell

## Diffusions
Composée de douze épisodes, elle a été diffusée du 27 septembre 2009 au 13 décembre 2009 sur Showtime aux États-Unis et en simultané sur The Movie Network au Canada.
Elle a été diffusée en France dès le 18 février 2010 sur Canal+, soit deux mois après la fin de la diffusion originale. La série est ensuite diffusée depuis le 28 novembre 2012 sur TF1.

## Résumé de la saison
Dexter s'est marié avec Rita et leur fils, Harrison, est né. Dexter veut arriver à donner du bonheur à sa famille mais il va vite s'apercevoir que gérer une vie de famille en plus de ses démons homicides ne se fait pas des plus facilement.
En ville, l'agent Lundy fait son retour mais il est à la retraite. Cependant, il continue de mener son enquête car il a une piste sérieuse sur le « Tueur de la Trinité », un vieux dossier qu'il n'a jamais réussi à résoudre.

## Liste des épisodes

### Épisode 1:Morphée contre Trinité
- États-Unis /  Canada : 27 septembre 2009 sur Showtime / The Movie Network
- France : 
  - 18 février 2010 sur Canal+
  - 28 novembre 2012 sur TF1[4]
- Belgique : 
  - 30 juillet 2011 sur BeTV[5]
  - 16 octobre 2012 sur RTL-TVI

- États-Unis : 1,9 million de téléspectateurs[6] (première diffusion)
- France : 1,7 million de téléspectateurs (première diffusion, TF1)

### Épisode 2:Et les restes, alors?
- États-Unis : 4 octobre 2009 sur Showtime
- France :
  - 18 février 2010 sur Canal+
  - 28 novembre 2012 sur TF1[4]

- États-Unis : 1,3 million de téléspectateurs[7] (première diffusion)
- France : 1 million de téléspectateurs (première diffusion, TF1)

### Épisode 3:Aveuglé par la lumière
- États-Unis : 11 octobre 2009 sur Showtime
- France :
  - 25 février 2010 sur Canal+
  - 28 novembre 2012 sur TF1[4]

- États-Unis : 1,24 million de téléspectateurs (première diffusion)
- France : 600 000 téléspectateurs (première diffusion, TF1)

### Épisode 4:Un peu de liberté!
- États-Unis : 18 octobre 2009 sur Showtime
- France : 
  - 25 février 2010 sur Canal+
  - 5 décembre 2012 sur TF1[4]

- États-Unis : 1,51 million de téléspectateurs (première diffusion)
- France : 1,94 million de téléspectateurs (première diffusion, TF1)

- Christina Cox (Zoey Kruger)

### Épisode 5:Inspecteur Harry
- États-Unis : 25 octobre 2009 sur Showtime
- France : 
  - 4 mars 2010 sur Canal+
  - 5 décembre 2012 sur TF1[4]

- États-Unis : 1,7 million de téléspectateurs[8] (première diffusion)
- France : 1,24 million de téléspectateurs (première diffusion, TF1)

### Épisode 6:Les Charpentiers du cœur
- États-Unis : 1er novembre 2009 sur Showtime
- France : 
  - 4 mars 2010 sur Canal+
  - 12 décembre 2012 sur TF1[4]

- États-Unis : 1,87 million de téléspectateurs[9] (première diffusion)
- France : 1,7 million de téléspectateurs (première diffusion, TF1)

### Épisode 7:L'Étale
- États-Unis : 8 novembre 2009 sur Showtime
- France : 
  - 11 mars 2010 sur Canal+
  - 12 décembre 2012 sur TF1[4]

- États-Unis : 1,76 million de téléspectateurs (première diffusion)
- France : 1 million de téléspectateurs (première diffusion, TF1)

### Épisode 8:Tueurs en vadrouille
- États-Unis : 15 novembre 2009 sur Showtime
- France : 
  - 11 mars 2010 sur Canal+
  - 19 décembre 2012 sur TF1[4]

- États-Unis : 1,69 million de téléspectateurs[10] (première diffusion)

### Épisode 9:L'Affamé
- États-Unis : 22 novembre 2009 sur Showtime
- France : 
  - 18 mars 2010 sur Canal+
  - 19 décembre 2012 sur TF1[4]

- États-Unis : 1,76 million de téléspectateurs[11] (première diffusion)

### Épisode 10:La 4eme Victime
- États-Unis : 29 novembre 2009 sur Showtime
- France : 
  - 18 mars 2010 sur Canal+
  - 26 décembre 2012 sur TF1[4]

- États-Unis : 1,8 million de téléspectateurs (première diffusion)
- France : 1,65 million de téléspectateurs (première diffusion, TF1)

### Épisode 11:Enchanté, Dexter Morgan!
- États-Unis : 6 décembre 2009 sur Showtime
- France : 
  - 25 mars 2010 sur Canal+
  - 26 décembre 2012 sur TF1[4]

- États-Unis : 2,1 millions de téléspectateurs[12] (première diffusion)
- France : 1,12 million de téléspectateurs (première diffusion, TF1)

### Épisode 12:Nés dans le sang
- États-Unis : 13 décembre 2009 sur Showtime
- France : 
  - 25 mars 2010 sur Canal+
  - 26 décembre 2012 sur TF1[4]

- Mise en scène : Scott Reynolds et Melissa Rosenberg
- Histoire : Wendy West et Melissa Rosenberg

- États-Unis : 2,6 millions de téléspectateurs[13] (première diffusion)
- France : 820 000 téléspectateurs (première diffusion, TF1)